# Trương Quốc Dụng
Trương Quốc Dụng (張國用, 1797–1864), khi trước tên là Khánh, tự: Dĩ Hành; là danh thần, là nhà văn, và là người có công chấn hưng lịch pháp Việt Nam thời Nguyễn.

## Thân thế và sự nghiệp
Trương Quốc Dụng sinh ngày 5 tháng Chạp năm Đinh Tỵ (1797) tại làng Phong Phú; nay là xã Thạch Khê, huyện Thạch Hà, tỉnh Hà Tĩnh.
Tổ tiên ông từ Thăng Long (Hà Nội) vào định cư ở đất Phong Phú từ năm 1549, có nhiều người làm quan lại. Cố nội ông là Trương Quốc Nghìn làm Chánh bảo vệ kinh thành Thăng Long thời Hậu Lê. Ông nội ông là Trương Quốc Kỳ, đỗ đầu Hương cống (khoa thi 1753), là thầy dạy Thái tử Lê Duy Vĩ. Cha ông là Tú tài Trương Quốc Bảo, một thầy giáo nổi tiếng hay chữ, được phong hàm Trung thuận đại phu). Mẹ ông là bà Trần Thị Cường.
Thuở nhỏ, Trương Quốc Dụng nổi tiếng thông minh, chăm chỉ, ham mê sách vở và có tài văn chương. Dưới triều Minh Mạng, năm 1821, ông thi đỗ Tú tài. Năm 1825, ông thi đỗ cử nhân, và đỗ Tiến sĩ khoa Kỷ Sửu (1829).
Ban đầu (1830), ông được bổ làm Tri phủ phủ Tân Bình (Gia Định), sau đổi về kinh (Huế) làm Biên tu ở viện Hàn lâm, dần thăng đến Hình bộ lang trung. Vì phạm lỗi, bị bãi quan, sau cho theo bộ Lại để lấy công chuộc tội .
Năm 1833, ông được khởi phục chức Tư vụ để vào quân thứ ở Phiên An (Gia Định). Ở đây, ông theo Tham tán đại thần Trương Minh Giảng tham gia việc đánh dẹp cuộc nổi dậy của Lê Văn Khôi, và đánh đuổi quân Xiêm La vào năm 1833-1834. Khi việc yên, ông được cất lên làm Chủ sự, rồi lần lượt trải các chức: Viên ngoại lang bộ Hộ, Án sát sứ Quảng Ngãi và Hưng Yên.
Năm đầu Thiệu Trị (1841), ông về làm quyền biện công việc bộ Lễ, sau thăng chức Tả thị lang, lần lượt trải thêm ba bộ là bộ Lại, bộ Hình và bộ Công. Năm 1846, thăng ông làm Thự Tả Tham tri bộ Công.
Tự Đức năm đầu (1848), Trương Quốc Dụng dâng sớ trình bày 4 việc, được vua khen và cho thi hành. Đó là: "dè dặt tài dụng, thương xót việc hình ngục, tinh giảm sự tiêu phí vô ích, và sửa đổi thói tật của sĩ phu" .
Biết tài, nhà vua sung ông làm Kinh duyên giảng quan, kiêm coi Khâm thiên giám và giữ ấn triện Đô sát. Sau ông thăng làm Thượng thư bộ Hình, sung Quốc sử quán Tổng tài . Theo sử liệu thì ông cũng từng được cử đi chấm thi ở các trường thi Hương, thi Hội nơi đất Bắc.
Tháng 5 (âm lịch) năm 1862, quân Tạ Văn Phụng vây hãm thành tỉnh Hải Dương. Nghe theo lời đình thần đề cử, nhà vua sung Trương Quốc Dụng (khi ấy đang chức Thượng thư bộ Hình) làm Hải Yên Thống đốc quân thứ.
Từ Hưng Yên, Trương Quốc Dụng cùng với Đào Trí và Phan Tam Tỉnh dẫn quân đi đánh, lấy lại được phủ Bình Giang, rồi thành tỉnh Hải Dương. Nhưng sau khi ông theo cửa tây vào thành, thì bị quân đối phương vây lại. Từ trong thành, ông bày kế cho quân ra đánh, phá vỡ được. Sau trận, ông được thăng làm Hiệp tá, Đào Trí được thăng làm Thống chế .
Năm 1863, thăng ông làm Hiệp biện đại học sĩ, nhưng vẫn làm Thống đốc quân vụ như cũ.
Tháng 6 (âm lịch) năm 1864, đạo quân thứ Hải Yên đánh nhau với quân Tạ Văn Phụng tại La Khê (nay thuộc xã Tiền An, huyện Yên Hưng, tỉnh Quảng Ninh). Quan quân nhà Nguyễn thất thế, bị quân thủy bộ của đối phương vây kín. Trương Quốc Dụng (khi ấy đang chức Hiệp thống), Tán lý Văn Đức Khuê, Tán tương Trần Huy San đều chết trận. Chưởng vệ Hồ Thiện bị bắt sống không chịu khuất mà chết, còn biền binh thì bị thương và chết rất nhiều .
Thương tiếc, vua Tự Đức sai người đưa quan tài về táng ở quê (làng Phong Phú), đồng thời sai quan đến tế.
Năm 1865, bàn định công tội, nhà vua phán rằng: "Trận đánh tại La Khê...Trương Quốc Dụng suy tính thất cách, tội ấy cố nhiên khó chối từ được, nhưng trẫm nghĩ Quốc Dụng là người giúp việc cũ…bị dao ngăn đạn lạc đến nỗi bỏ mạng nơi chiến trường, rất đáng tiếc. Chuẩn cho truy tặng (ông) hàm Đông các Đại học sĩ". Đến năm 1880, Trương Quốc Dụng được thờ ở đền Trung Nghĩa (Huế) .
Con ông là Trương Quốc Quán, đỗ cử nhân, sau mộ quân nghĩa dũng đi theo quân thứ của cha (khi cha ông được cử làm Hải Yên Thống đốc quân thứ), được đặc cách làm Chủ sự .

## Tác phẩm
Tác phẩm của Trương Quốc Dụng có:
- Trương Nhu Trung thi tập (Tập thơ Trương Nhu Trung) bằng chữ Hán.
- Thoái thực ký văn (Ghi chép những điều nghe được lúc lui về dùng cơm) viết bằng chữ Hán, gồm 8 quyển. Đây là một công trình tổng hợp nửa khảo cứu, nửa bút ký, ghi sơ sài nhiều việc, được xếp theo các thể loại sau:

- 1/ Phong vực: nói về sự thay đổi của sông núi, đường sá từ thời Hùng Vương đến thời Minh Mạng. Có phụ chép về Cao Miên, Tiêm La và Miến Điện...
- 2 và 3/ Chế độ: nói về tước cấp, bổng lộc, khoa cử (văn võ), quân chế, thuế lệ, tiền văn, quân cấp công điền...từ thời Lý đến thời Minh Mạng.
- 4/ Nhân phẩm: nói về học hành và các nhân vật lịch sử từ thời Trần đến thời Minh Mạng.
- 5/ Cổ tích (có phụ phần sơn xuyên): Phần nhiều nói về các đình chùa, miếu mạo, thành trì,...ở miền Trung và miền Bắc Việt Nam. Về Lam Thành sơn (thuộc Nghệ An) có nói đến chuyện đồng trụ (cột đồng Mã Viện). Về sông có nói thêm về các đê điều.
- 6/ Trưng ký (những điều lạ): ghi các chuyện thần thoại có liên quan đến các nhân vật lịch sử Việt Nam.
- 7/ Tạp sự (chuyện vặt): ghi các chuyện vặt về thơ văn, thi cử, thành thánh, xử án,...
- 8/ Vật loại: nói về cây cối, thóc lúa, ngô khoai chim muông,...và các loại khác như hoa, gỗ, tre, chè,...
Ngoài ra, ông còn biên tập sách Chiếu biểu luận thức (Bàn về cách thức của chiếu, biểu) và tham gia duyệt sách Khâm định Việt sử Thông giám cương mục (Kính vâng san định sử Việt đại cương và chi tiết làm tấm gương soi suốt cổ kim). Nhân việc này, ông có làm bài "Khâm định vịnh sử phú" (Phú vâng mệnh vua vịnh sử).

## Ghi nhận công lao
Sử nhà Nguyễn là Đại Nam chính biên liệt truyện, có đoạn chép về Trương Quốc Dụng như sau: 
"Quốc Dụng là người trầm tĩnh, dẫu làm quan (song) chưa từng rời quyển sách, mọi người đều suy tôn là học rộng…Tương truyền là nhà làm lịch bị thất truyền, (khi) Quốc Dụng làm quản lĩnh Khâm thiên giám, hàng ngày truyền dạy cho, đến nay mới nối được nghề học ấy. Quốc Dụng ngày thường có kiến văn được điều gì đều ghi chép cả, có tập "Thoái thực ký văn lục" truyền lại ở đời" .
Nhà nghiên cứu Nguyễn Đắc Xuân trong sách Đại học sĩ Trương Quốc Dụng cũng đã viết rằng:
"Trương Quốc Dụng là một nhà thiên văn học, một người thầy đào tạo ra những nhà thiên văn học cho xứ sở nữa đầu thế kỷ XIX. Với tư cách là một nhà thiên văn học có công truyền dạy, chấn hưng khoa làm lịch Việt Nam thời Nguyễn. Tên ông Trương Quốc Dụng còn đáng được ghi vào danh sách các nhà thiên văn học Việt Nam. Và cũng có thể tôn vinh ông là một trong các vị hậu tổ của khoa làm lịch Việt Nam.
Ngoài ra, ông còn được người đời đánh giá là "vị quan có tài cao, đức trọng, học rộng, biết nhiều, công chính thanh liêm, tính tình ngay thẳng, không ưa nịnh bợ, chạy chọt".
Tưởng nhớ công lao và sự hy sinh của Trương Quốc Dụng và Văn Đức Khuê, năm 1877, dân làng La Khê (nơi hai ông hy sinh) đã lập đền thờ hai ông (có tên là đền Quan Đại). Trong đền có bức hoành phi "Công nhược Thái Sơn" (công lao như núi Thái Sơn) và nhiều đôi câu đối, trong đó có câu:
Hồng Lĩnh giáng thần, nho tướng khoa danh song tuyệt lĩnh;
Tiên Thành hợp miếu, trung thần tâm sự các thiên thu.
Nghĩa là:
Hồng Lĩnh giáng thần, nho tướng khoa danh hai đỉnh vút;
Tiên Thành hợp miếu, trung thần lòng sáng mãi nghìn thu.
Ngày 31 tháng 7 năm 2009, khu lăng mộ và đền thờ Trương Quốc Dụng ở xã Thạch Khê (Thạch Hà, Hà Tĩnh) đã được công nhận di tích lịch sử văn hóa cấp quốc gia.
Theo tài liệu, Trương Quốc Dụng đuoc thờ ở Miếu Trung Liệt ở Hà Nội và Đền Trung Nghĩa ở Huế
Trương Quốc Dụng cũng được hậu thế tôn vinh tại di tích nhà thờ họ Trương Việt Nam thuộc phường Ninh Mỹ, thành phố Hoa Lư, Ninh Bình. Đền Trương là nơi thờ những người họ Trương đã khuất tại ban thờ công đồng, trong hậu cung có tượng thờ Ngọc Hoàng Thượng đế (Trương Hữu Nhân) và 14 danh nhân họ Trương tiêu biểu nhất thời phong kiến ở 3 miền Việt Nam gồm: Ban văn thờ Thái phó Trương Hán Siêu, Trạng nguyên Trương Hanh, Trạng nguyên Trương Xán, Thượng thư Trương Công Giai, Thái sư Trương Đăng Quế, Đông các học sĩ Trương Quốc Dụng, Thượng thư Trương Công Hy. Ban võ thờ Tướng Trương Hống, Tướng Trương Hát, Tướng Trương Nữu, Tăng lục võ sư Trương Ma Ni, Tướng Trương Chiến, Đại tướng quân Trương Minh Giảng và Anh hùng Trương Công Định.
Tên ông cũng được đặt cho một con đường ở Quận Phú Nhuận Thành phố Hồ Chí Minh, tuy nhiên bị ghi sai thành "Trương Quốc Dung". Tháng 9 năm 2020, chính quyền Thành phố Hồ Chí Minh quyết định sửa lại thành tên đúng. Tên ông cũng được dùng để đặt tên một số con đường tại Đà Nẵng (quận Sơn Trà), thị trấn Thạch Hà (huyện Thạch Hà) và thành phố Hà Tĩnh của tỉnh Hà Tĩnh.

## Sách tham khảo
- Quốc sử quán triều Nguyễn (Cao Xuân Dục làm Tổng tài), Đại Nam chính biên liệt truyện (bản dịch, trong bài gọi tắt là Chính biên). Nhà xuất bản Văn học, 2004.
- Quốc sử quán triều Nguyễn (Cao Xuân Dục làm Tổng tài), Quốc triều chính biên toát yếu (bản dịch, trong bài gọi tắt là Toát yếu). Nhà xuất bản Văn học, 2002.
- Trần Văn Giáp, Tìm hiểu kho sách Hán Nôm, mục: " Thoái thực ký văn ". Nhà xuất bản Khoa học xã hội, 2003.
- Nguyễn Lộc, mục từ "Trương Quốc Dụng" trong Từ điển văn học (bộ mới). Nhà xuất bản Thế giới, 2004.
- Nguyễn Đắc Xuân, Đại học sĩ Trương Quốc Dụng Qua sử sách tư liệu xưa và nay. Nhà xuất bản Văn hóa Thông tin, 2006.